# Gisekia
Gisekia ist eine Pflanzengattung in der monogenerischen Familie der Gisekiaceae in der Ordnung der Nelkenartigen (Caryophyllales). Diese kleine Familie ist in den Tropen und Subtropen der Alten Welt weit verbreitet.

## Beschreibung

### Vegetative Merkmale
Die Gisekia-Arten sind einjährige bis ausdauernde krautige Pflanzen. Die Stängel sind niederliegen bis kriechend. Die meist gegenständig, selten wechselständig oder (schein-)wirtelig an den Stängeln angeordnet Laubblätter sind einfach und mehr oder weniger sukkulent. Auf den Blattflächen sind weiße Linien aus Raphiden. Nebenblätter fehlen.

### Generative Merkmale
Die achsel- oder endständigen, dichasial verzweigten Blütenstände sind aus doldigen Teilblütenständen zusammengesetzt. Die meist zwittrigen, oder selten funktional eingeschlechtigen Blüten sind fünfzählig und radiärsymmetrisch. Es sind fünf freie Kelchblätter vorhanden. Kronblätter fehlen. Die fünf bis 20 Staubblätter sind frei. Die 5 bis 15 oberständigen Fruchtblätter sind nur an ihrer Basis verwachsen und enthalten jeweils nur eine Samenanlage. Jede warzige und schwarze Frucht (Achäne) enthält nur einen Samen. Sie schwarzen Samen sind geschwollen nierenförmig.
Die Chromosomengrundzahl beträgt x = 9. 

### Inhaltsstoffe
Es sind Anthocyanine, Betalaine vorhanden. Calciumoxalat-Kristalle werden als Raphide akkumuliert und sind als weiße Linien auf den Blättern und Früchten zu sehen. Es wurde C4-Photosynthese nachgewiesen.

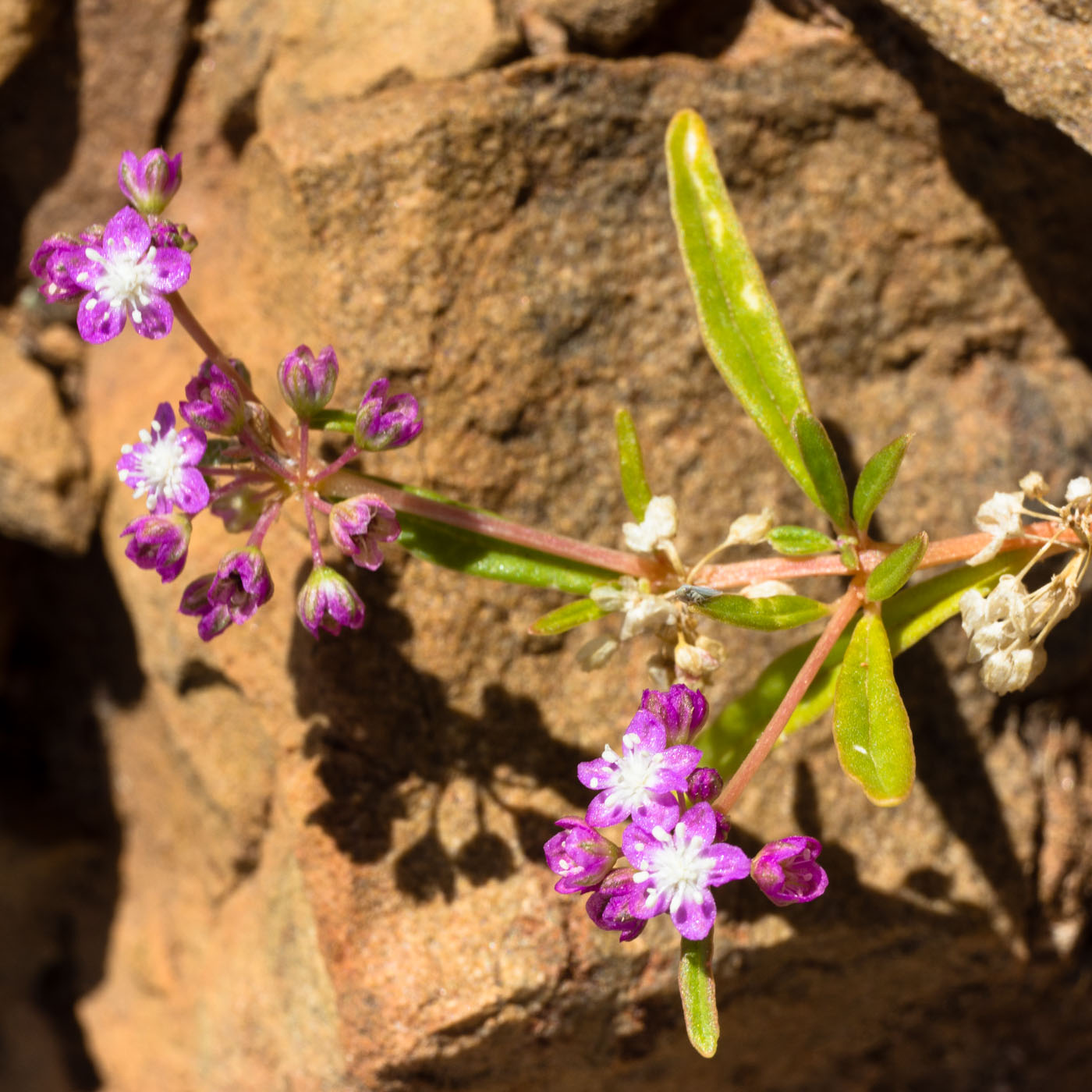
Gisekia africana

## Systematik und Verbreitung
Die Erstveröffentlichung des Gattungsnamens Gisekia, aber Gisechia geschrieben, erfolgte 1771 durch Carl von Linné in Mantissa Plantarum Altera, Generum editionis VI, S. 554. Typusart ist Gisekia pharnaceoides L. Ein Synonym für Gisekia L. ist Miltus Lour. Die Familie Gisekiaceae wurde 1942 von Takenoshin Nakai  in Journal of Japanese Botany, Volume 18, S. 102 aufgestellt. Mit dem botanischen Gattungsnamen Gisekia ehrt Carl von Linné seinen Schüler und engen Freund, den deutschen Botaniker Paul Dietrich Giseke.
Die Gattung wurde früher auch zu anderen Familien der Ordnung der Nelkenartigen (Caryophyllales) gestellt, etwa zu den Phytolaccaceae, den Aizoaceae oder den Molluginaceae. Innerhalb der Ordnung der Caryophyllales stehen die Gisekiaceae heute in einer Klade mit anderen betalainhaltigen Familien: Aizoaceae, Sarcobataceae, Phytolaccaceae und Nyctaginaceae.
Die Arten haben ihre Areale auf der Arabischen Halbinsel, in Afrika (fünf Arten) und Asien (zwei Arten); in Nordamerika ist eine Art ein Neophyt.
Es gibt fünf bis sieben Gisekia-Arten:
- Gisekia africana (Lour.) Kuntze (Syn.: Gisekia aspera Klotzsch, Gisekia miltus Fenzl, Gisekia pentadecandra E.Mey. ex Moq., Gisekia pierrei Gagnepain): Mit drei Varietäten. Sie kommt vor vom südlichen Somalia bis zum nördlichen Kenia, vom südlichen Tansania mit Sansibar bis zum tropischen und südlichen Afrika und von Hainan bis Indochina.[2]
- Gisekia diffusa M.G.Gilbert: Sie kommt von Äthiopien bis ins nördliche Kenia vor.[2]
- Gisekia haudica M.G.Gilbert: Die Heimat ist Äthiopien und Somalia.
- Gisekia paniculata Hauman: Sie kommt in der Demokratischen Republik Kongo vor.[2]
- Gisekia pharnaceoides L. (Syn.: Gisekia congesta Moq., Gisekia linearifolia Schumach. & Thonn., Gisekia molluginoides Wight, Gisekia rubella Moq.): Mit zwei Varietäten. Sie hat eine weite Verbreitung an Küsten von Afrika bis Indochina; in Florida ist sie ein Neophyt.[2]
- Gisekia polylopha M.G.Gilbert: Sie gedeiht in Höhenlagen zwischen 170 und 235 Meter nur in Somalia.
- Gisekia scabridula M.G.Gilbert: Sie kommt in Somalia vor.[2]